# Восточноевропейское время
| светло-синий   | западноевропейское время / среднее время по Гринвичу (UTC+0)                                                                        |
| синий          | западноевропейское время / среднее время по Гринвичу (UTC+0) западноевропейское летнее время / ирландское стандартное время (UTC+1) |
| красный        | центральноевропейское время (UTC+1) центральноевропейское летнее время (UTC+2)                                                      |
| жёлтый         | восточноевропейское время / калининградское время (UTC+2)                                                                           |
| хаки           | восточноевропейское время (UTC+2) восточноевропейское летнее время (UTC+3)                                                          |
| светло-зелёный | московское время / турецкое время (UTC+3)                                                                                           |
| светло-голубой | азербайджанское время / армянское время / грузинское время / самарское время (UTC+4)                                                |

Восточноевропейское время (англ. Eastern European Time, EET) представляет собой одно из названий часового пояса UTC+2. Этим временем пользуются некоторые европейские, североафриканские и ближневосточные страны. Большинство из них пользуется также восточноевропейским летним временем UTC+3 (англ. Eastern European Summer Time, EEST) в качестве летнего времени.
В более узком смысле под восточноевропейским временем подразумевается система исчисления времени в тех странах Восточной Европы (Финляндия, Эстония, Латвия, Литва, Украина, Молдавия, Румыния, Болгария, Греция, Кипр, Турция), где зимой используется время часового пояса UTC+2, а летом — часового пояса UTC+3.

## Взимнее времяв Северном полушарии (ноябрь-март)
Следующие страны и территории используют восточно-европейское время зимой между 1:00 UTC последнего воскресенья октября и 1:00 UTC последнего воскресенья марта:
- Болгария
- Греция
- Израиль
- Иордания
- Кипр
- Латвия
- Ливан
- Литва
- Румыния
- Молдова
- Государство Палестина
- Сирия
- Финляндия, включая
  -  Аландские острова
- Эстония

## Круглый год
Круглый год в зоне UTC+2 (по стандартному (зимнему) восточноевропейскому времени) живут:
- Россия:
  - Калининградская область
- Египет
- Ливия
- ДРК (восточная часть)
  - Нижнее Уэле
  - Верхнее Уэле
  - Итури
  - Чопо
  - Северное Киву
  - Касаи
  - Санкуру
  - Маниема
  - Южное Киву
  - Лулуа
  - Восточное Касаи
  - Ломами
  - Танганьика
  - Верхнее Ломани
  - Луалаба
  - Верхняя Катанга
- Украина
- Руанда
- Бурунди
- Замбия
- Малави
- Ботсвана
- Зимбабве
- Мозамбик
- Свазиленд
- Лесото
- ЮАР